# Anopheles pilinotum
Anopheles pilinotum este o specie de țânțari din genul Anopheles, descrisă de Harrison și John E. Scanlon în anul 1974. Conform Catalogue of Life specia Anopheles pilinotum nu are subspecii cunoscute.